# Heka (köpinghuvudort i Kina, Qinghai Sheng, lat 35,89, long 99,99)
Heka (kinesiska: 河卡, 河卡镇) är en köpinghuvudort i Kina. Den ligger i provinsen Qinghai, i den nordvästra delen av landet, omkring 180 kilometer sydväst om provinshuvudstaden Xining. Antalet invånare är 14 233. Befolkningen består av 6 981 kvinnor och 7 252 män. Barn under 15 år utgör 27,0 %, vuxna 15-64 år 67 %, och äldre över 65 år 4,0 %.
Runt Heka är det mycket glesbefolkat, med 5 invånare per kvadratkilometer. Det finns inga andra samhällen i närheten. Trakten runt Heka består i huvudsak av gräsmarker.
Genomsnittlig årsnederbörd är 462 millimeter. Den regnigaste månaden är juli, med i genomsnitt 114 mm nederbörd, och den torraste är november, med 3 mm nederbörd.